# Цифрова телевежа Бразилії
Цифрова телевізійна вежа Бразилії ( порт . Torre de TV Digital de Brasília ) — це вежа мовлення, завдяки якій цифровий телевізійний сигнал доступний для всього федерального округу. Спочатку планувалося відкрити 21 квітня 2010 року до відзначення 50-річчя міста Бразилія. Але вежу урочисто відкрили тільки через два роки, 21 квітня 2012 року. 

## Історія будівництва
Місто Бразилія будували з абсолютного нуля. Проєкт нової столиці було складено архітектором Л. Костою, а проєктувальником багатьох споруд був відомий архітектор Оскар Німеєр. Вежа була одним із останніх проектів бразильського архітектора Оскара Німеєра . Вона коштувала 75 мільйонів реалів. Це знакова споруда, яка забезпечує подачу радіосигналів.

## Опис споруди
Вежа розташована між двома швидкісними автострадами.
Висота спорудидо вершини антени дорівнює 182 метри. Закрита будівля є залізобетонною конструкцією на 120 метрів, з 50-метровою металевою конструкцією над нею, увінчаною 12-метровою телевізійною антеною. У головному корпусі є дві обсерваторії. На найвищому поверсі, який знаходиться на відстані 80 метрів над землею, розташований ресторан з панорамним видом. Інший зал використовується як художня галерея. На висоті 75 метрів є майданчик для огляду.